# St. Peter (Recklinghausen)

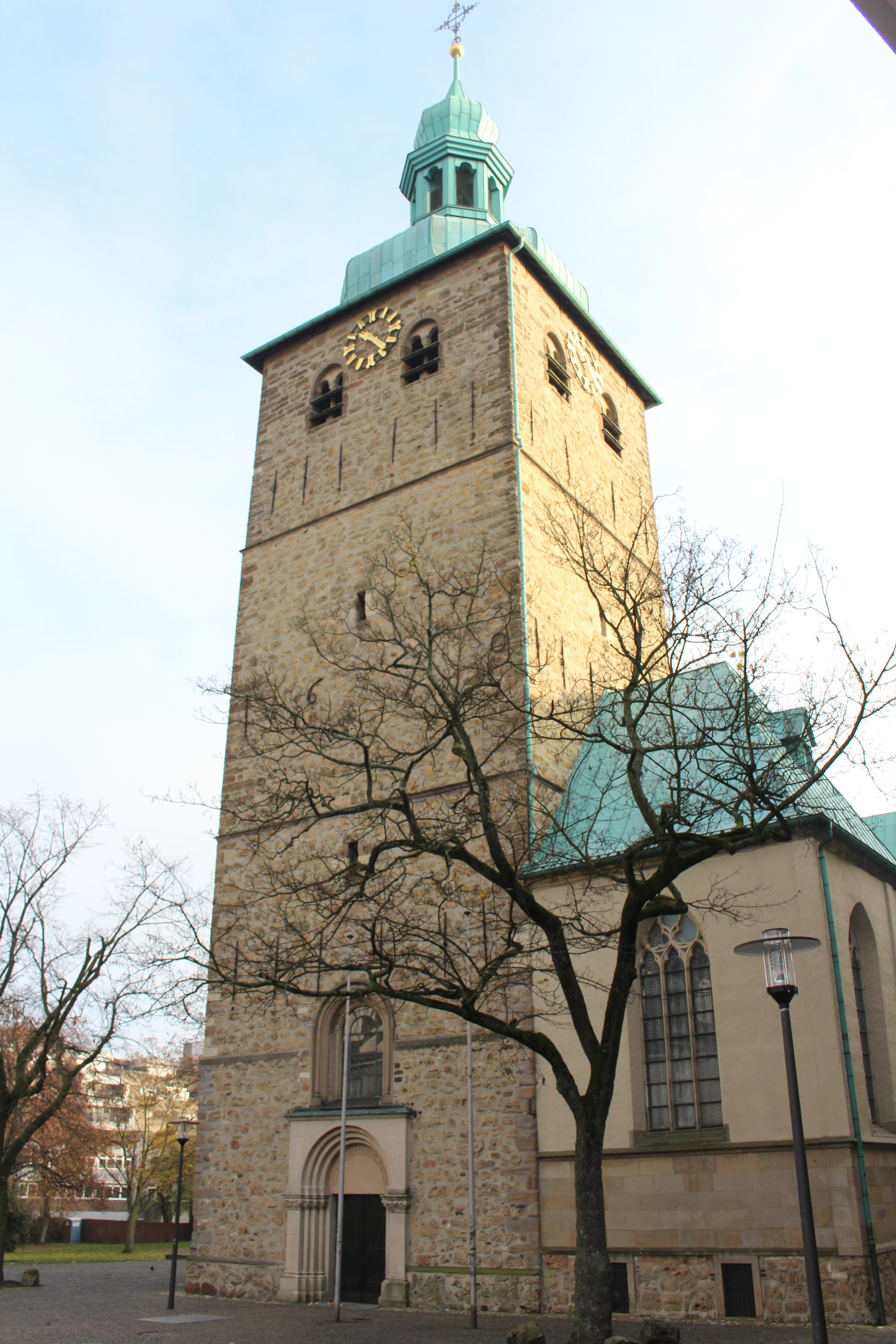
St. Peter von Westen

Die Kirche St. Peter ist die römisch-katholische Hauptkirche von Recklinghausen. Sie liegt im Zentrum unweit des historischen Marktplatzes. Seit 1931 ist St. Peter Propsteikirche.

## Baugeschichte und Beschreibung
Die Grundsubstanz der dem Patronat des Apostels Petrus anvertrauten Kirche stammt aus dem Jahr 1247 und ersetzt einen bei einem Stadtbrand zerstörten Bau. Dieses romanische Werk konnte ergraben werden; es hatte selbst bereits einen steinernen Vorgänger. Es handelt sich bei der ab 1247 errichteten Kirche um eine zweijochige dreischiffige spätromanische Halle mit einem nur um Mauerstärke das Langhaus an Breite übertreffenden Querschiff. Der Chor soll bis zur spätgotischen Erweiterung der Kirche von 1519 bis 1523 durch den Coesfelder Baumeister Henric de Suer rechteckig und von zwei Türmen flankiert gewesen sein. Dieser Bauteil wurde zugunsten der zweijochigen Erweiterung mit direkt anschließendem 5/8-Schluss aufgegeben. An der Nordseite der gerade geschlossenen Erweiterung befindet sich die Sakristei. Das Innere wirkt wie eine fünfjochige Hallenkirche. Die kuppeligen Gewölbe werden von massigen Rundpfeilern getragen, diese werden von umlaufenden Reliefs (Kapitell) in Barockform abgeschlossen; das Aussehen der ursprünglichen rechteckigen Stützen lässt sich unter anderem an den Pfeilern des romanischen Querhauses erkennen. Eine dieser Rechteckstützen brach 1716 in sich zusammen und riss die auf ihr lastenden Gewölbe mit. Im älteren Teil sind einfache Kreuzrippengewölbe, im spätgotischen Teil befinden sich Sterngewölbe.
Der romanische Turm wurde nach Beschädigung im 17. Jahrhundert wiederhergestellt und mit einer 72 m hohen barocken Haube versehen. An der Südseite des Turmes befindet sich ein zweigeschossiger Anbau; das untere Geschoss, zur Hälfte in der Erde, wurde ehemals als Beinhaus genutzt, das obere war/ist die zweijochige Michaelskapelle. Das Beinhaus ist ein von wenig ausgeprägten, eher flachen Kreuzgratgewölben gedeckter Raum. Die vier Gewölbe gruppieren sich um eine Mittelsäule aus äußerst grob behauenem Werkstein. Von außen ist die Erweiterung von 1523 durch Zwerchgiebel hervorgehoben, das eigentliche, romanische Querhaus ist nur auf der Südseite durch einen eigenen Giebel akzentuiert; an der Nordseite ist es in das Dach des Langhauses integriert. Bis auf die Giebel, die unter anderem durch Blendarkaden gegliedert sind, ist das Äußere sehr schlicht gehalten. Eine Ausnahme bildet das romanische Südportal, das als bemerkenswert gilt. Die Fenster der gotischen Erweiterungen sind mit Maßwerk versehen, der romanische Altbau weist solches lediglich im Fenster des südlichen Querhauses auf.
1944 erlitten die Gewölbe des Langhauses sowie die Turmhaube schweren Schaden durch Bombenwurf; obwohl die Bombardierung nicht auf die Altstadt, sondern das Nordviertel Recklinghausens zielte, beschädigten die vergleichsweise wenigen Bomben das historisch wertvollste Gebäude. Die Nordwand war auch schwer getroffen, sie „geriet aus dem Lot“. Auf unmittelbaren Nachkriegsbildern vom gerade begonnenen Wiederaufbau weist ihr an den Turm angrenzender Bereich eine bis zum Boden reichende Bresche auf. Vorkriegsaufnahmen zeigen im Nordquerhaus ein mit Maßwerk versehenes großes gotisches Fenster statt der sich heute dort befindenden beiden rundbogig-romanischen. Die Sakristei war „zerstört“.

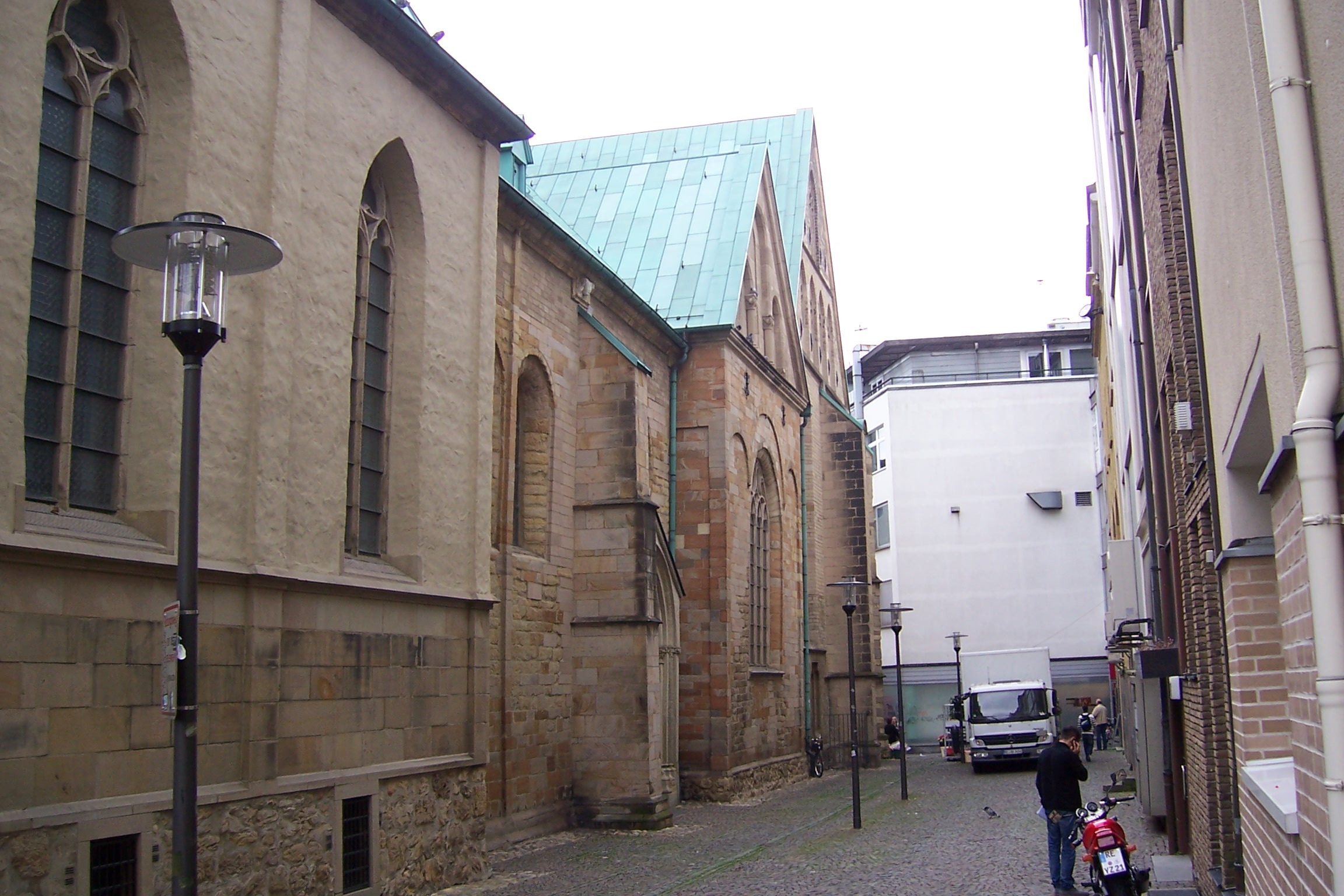
Die Südseite
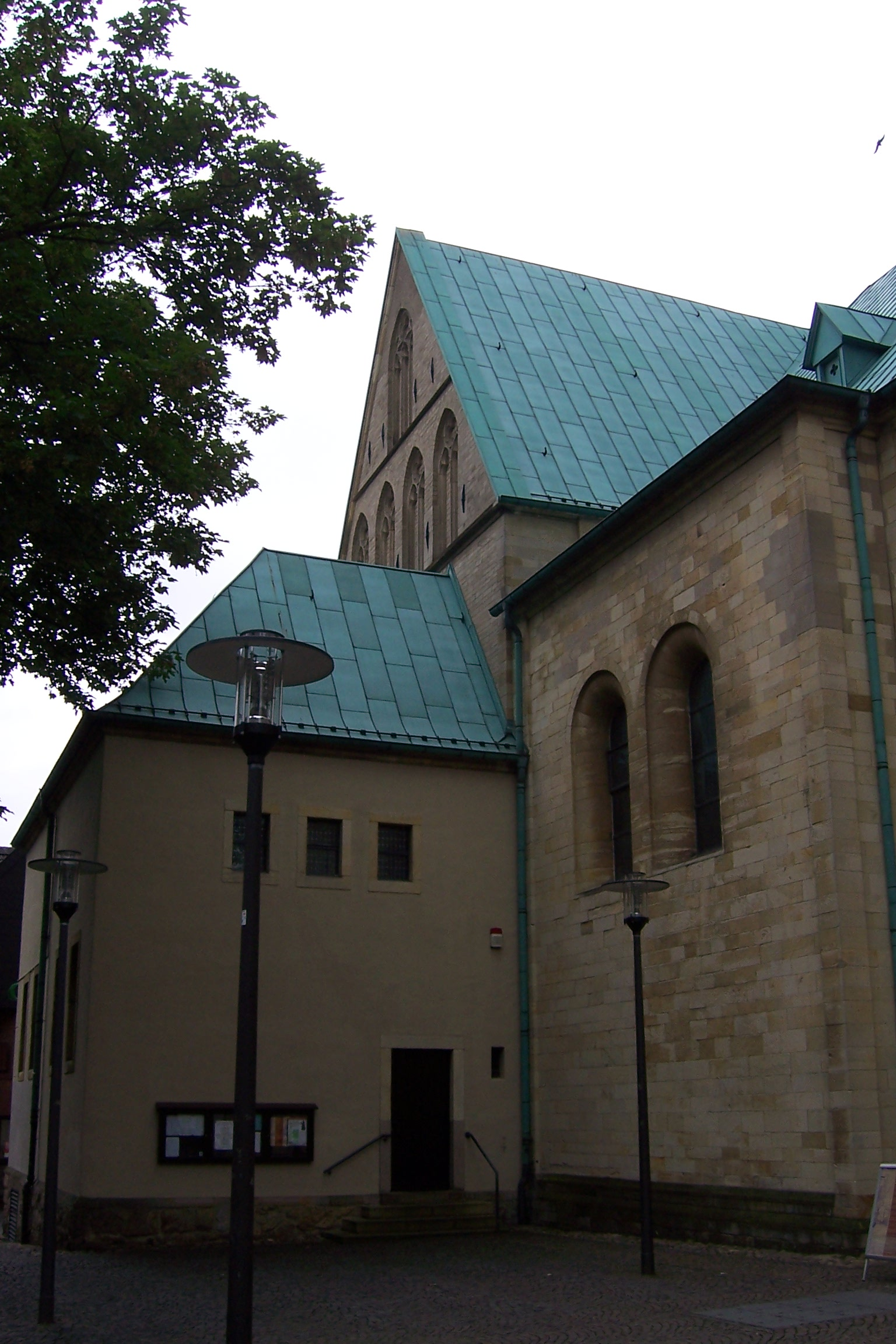
Die Nordseite: Sakristei und gotischer Teil
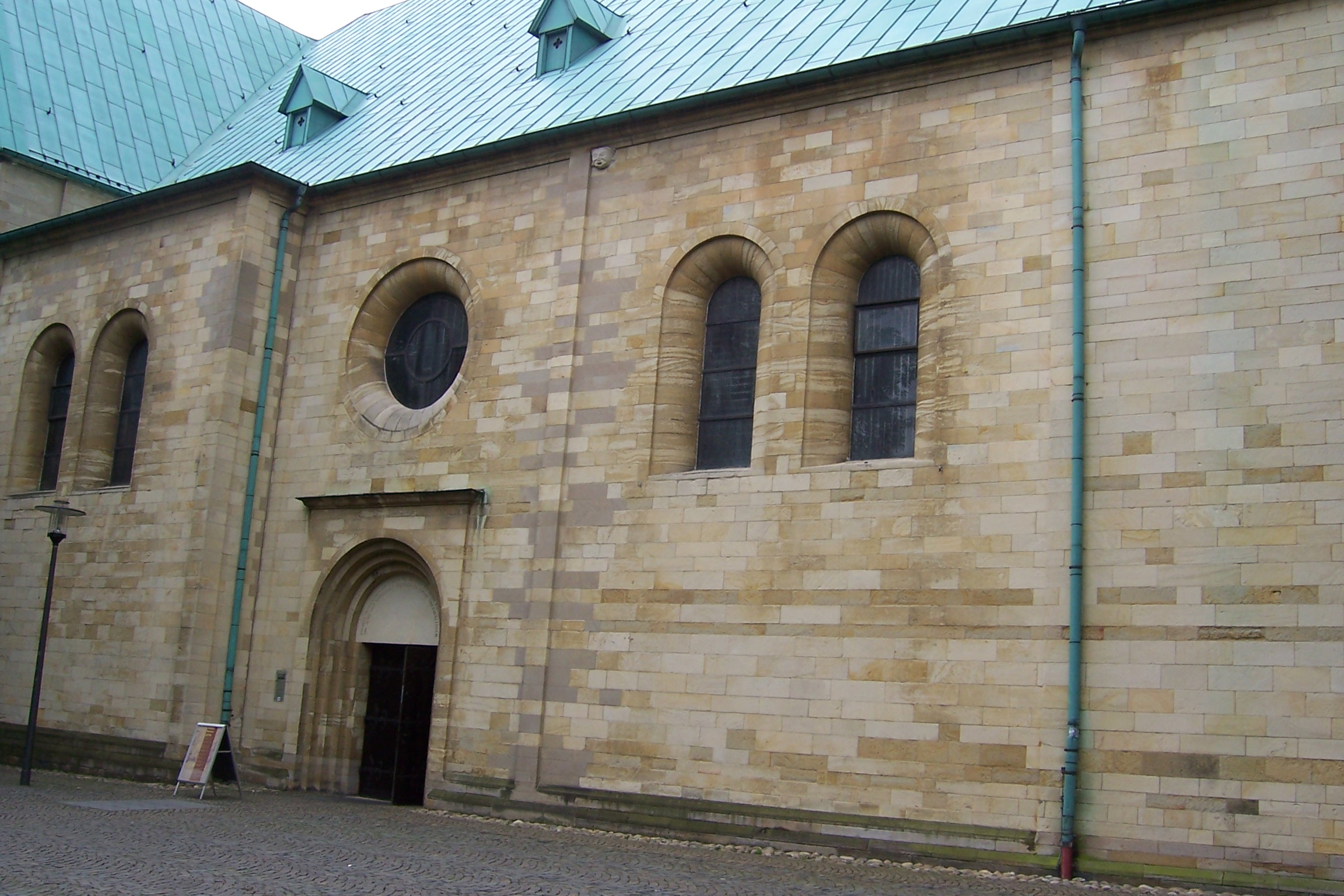
Die Nordseite: Romanischer Teil
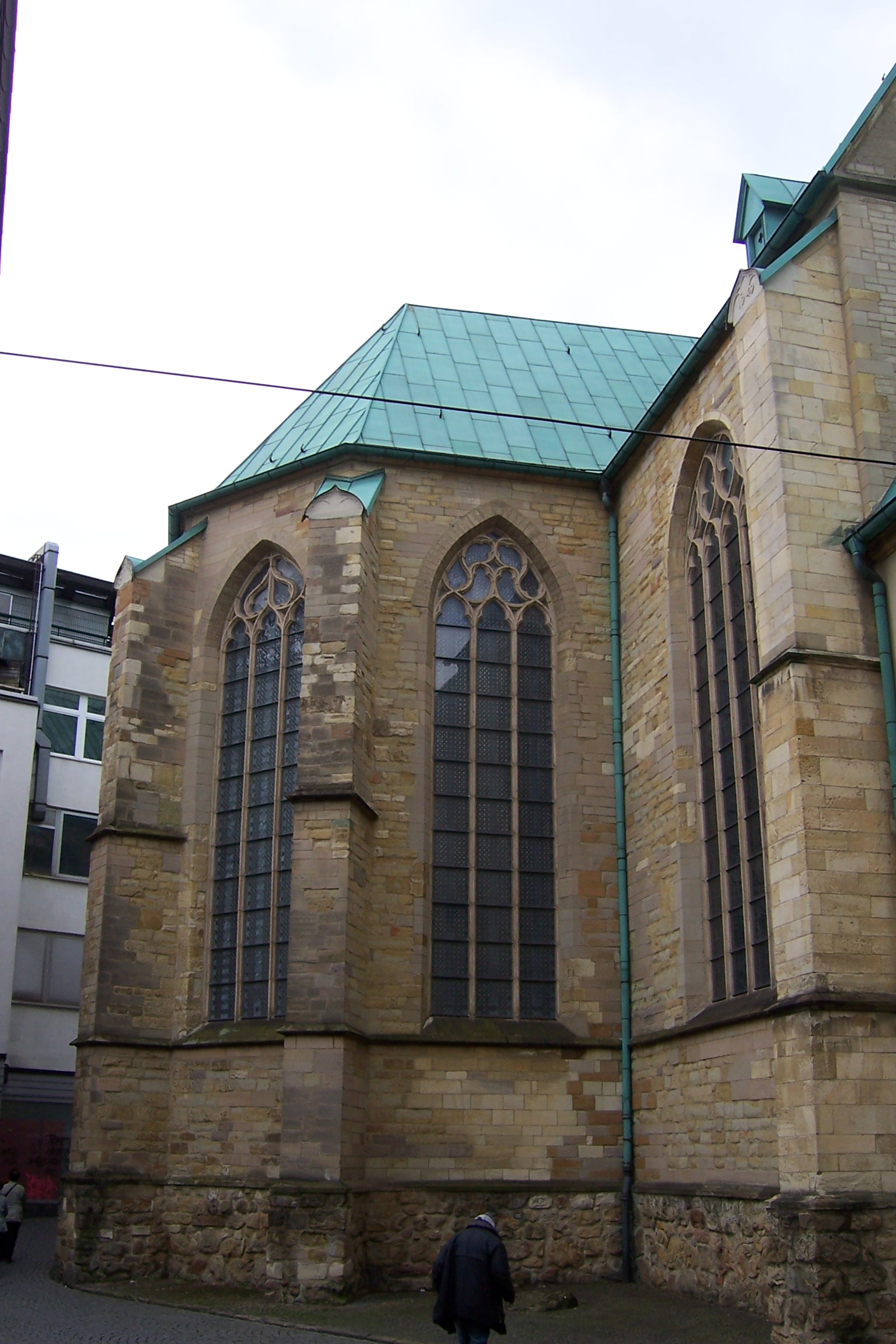
Der Chorraum

## Ausstattung

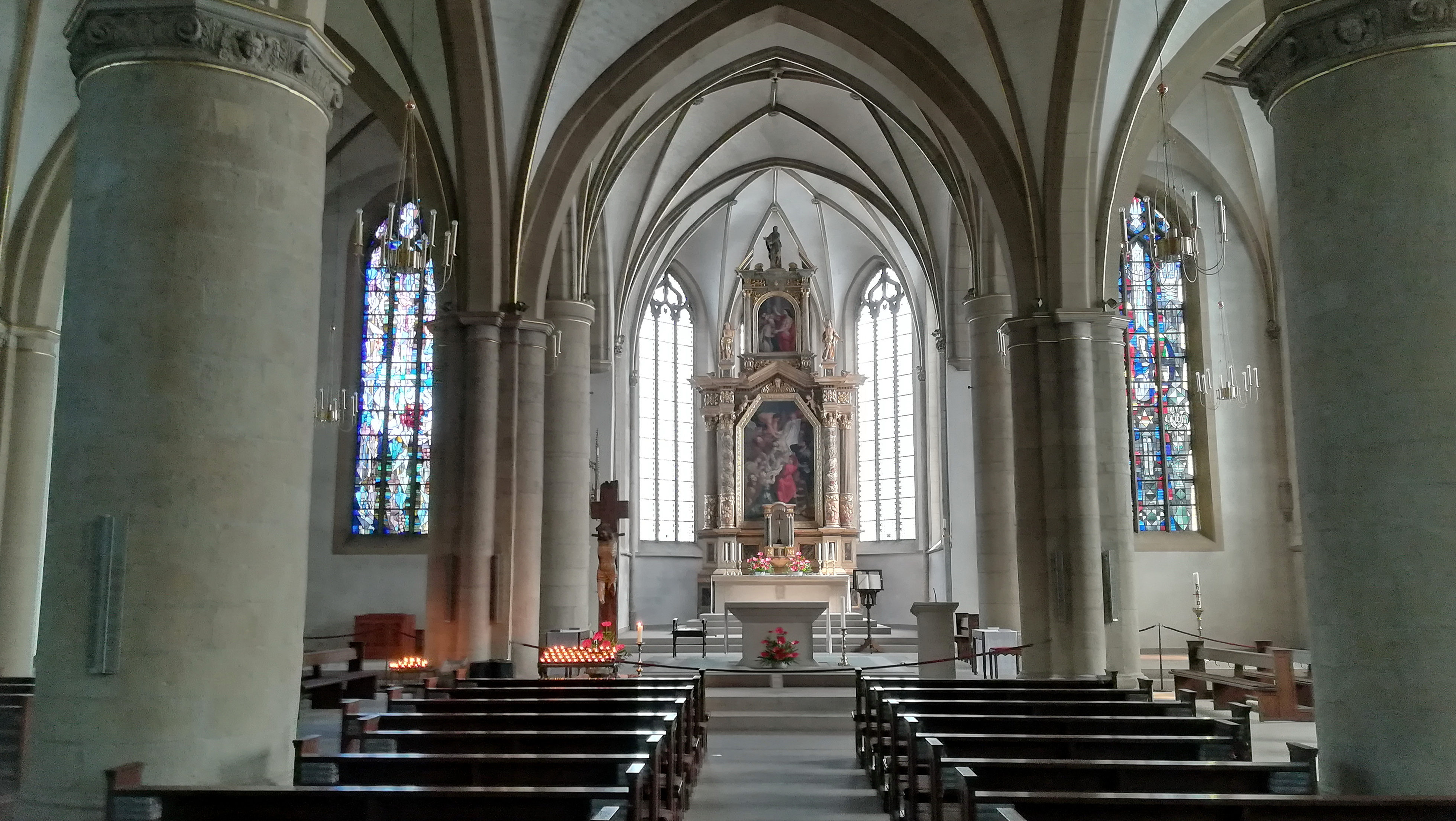
St. Peter: Innenraum

Im Laufe der über 1000-jährigen Geschichte des Sakralbaus veränderte sich die Innenausstattung der Kirche.
Im Jahre 1617 wird der heute noch existente Hochaltar mit den beiden barocken Gemälden aus der Werkstatt des Peter Paul Rubens errichtet.
Unter Dechant Bernhard Theissing erhielt der Kirche ab den 1860er Jahren eine geänderte Innenausstattung. Aus seiner Zeit stammte eine neue Kanzel, mehrere Beichtstühle, das Chorgestühl, sowie ein Josephsaltar und eine Kommunionbank, die der Kaufmann August ten Hompel im Jahre 1884 der Kirche zum Geschenk machte. Der Josephsaltar wurde nach Plänen des Architekten Hilger Hertel durch den Kunstschreiner Hermann Miele, den Bildhauer August Schmiemann und den Dekorationsmaler Johannes Urlaub angefertigt.
Das zeitgleich geschaffene Marienfenster an der Ostseite des Hauptschiffes stellt ein Geschenk des Herzogs Engelbert von Arenberg dar.

### Heutige Kirchenausstattung
- Ein sogenannter Baumeisterkopf ist in die Stirnwand des romanischen Querschiffes eingelassen, ebenfalls im Querhaus eine Madonna und eine Darstellung der heiligen Lucia, letztere sind beide gotisch.
- Das Sakramentshaus an der nördlichen Ostwand des Erweiterungsbaues wird der Werkstatt von Berndt Bunickmann zugeschrieben.
- Im Langhaus Statuen: über dem Nordausgang St Johannes Nepomuk und St Joseph, unter der Orgel St. Petrus und St. Paulus (mit historistischer Fassung); am Aufgang zur Michaelskapelle eine lanzenbewaffnete Engelsdarstellung. An der Nordwand noch ein Kruzifix.
- Taufstein von 1400 aus Baumberger Sandstein auf schmalerem Sockel, das Becken geziert mit einem Rundbogenfries, ersetzte jüngst wieder den Taufstein (1630), welcher nun als Weihwasserbecken dient. Das gotische Stück war 1927 an das Vestische Museum übergeben worden und gelangte im Rahmen von dessen Neustrukturierung zurück in die Kirche St. Peter.
- Barocker Hochaltar mit zwei Gemälden aus der Rubensschule.
- Das Gemälde an der Westwand des Langhauses stammt ebenfalls aus der Rubensschule und zeigt die Investitur eines Bischofs.
- In der Michaelskapelle sind zwei Gemälde: eine Emmausdarstellung (mit Fisch und Apfel auf dem Tisch) und eine Anbetung durch die hl. drei Könige; des Weiteren zwei Statuen: Mutter Anna mit Maria (keine Selbdritt!) und eine weibliche Figur, die einem Armen einen Mantel spendet. Unter der Michaelskapelle im ehemaligen Beinhaus wurde ein sakrales Museum eingerichtet; aktuell 2023 sind die Vitrinen ausgeräumt[6]. Der Boden der Michaels-Kapelle ist mit historistischen bunten Ornamentfliesen belegt, zwei tönerne Relieffliesen befinden sich ebenfalls dort.
- Der Kreuzweg ist historistisch, erwähnenswert ist die Darstellung des Kreuzes in der Tau-Form.

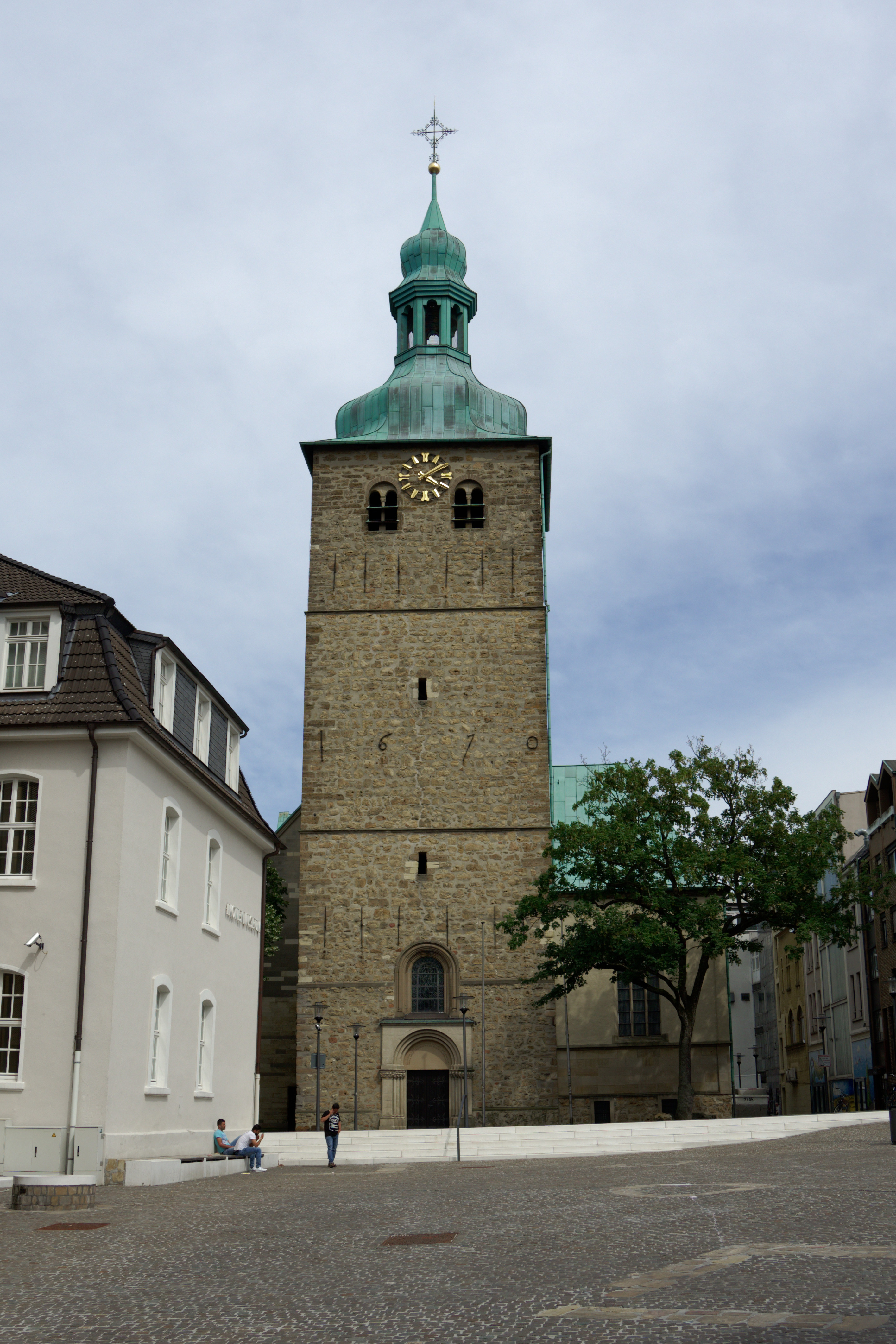
Kirchturm, daneben das Ikonenmuseum
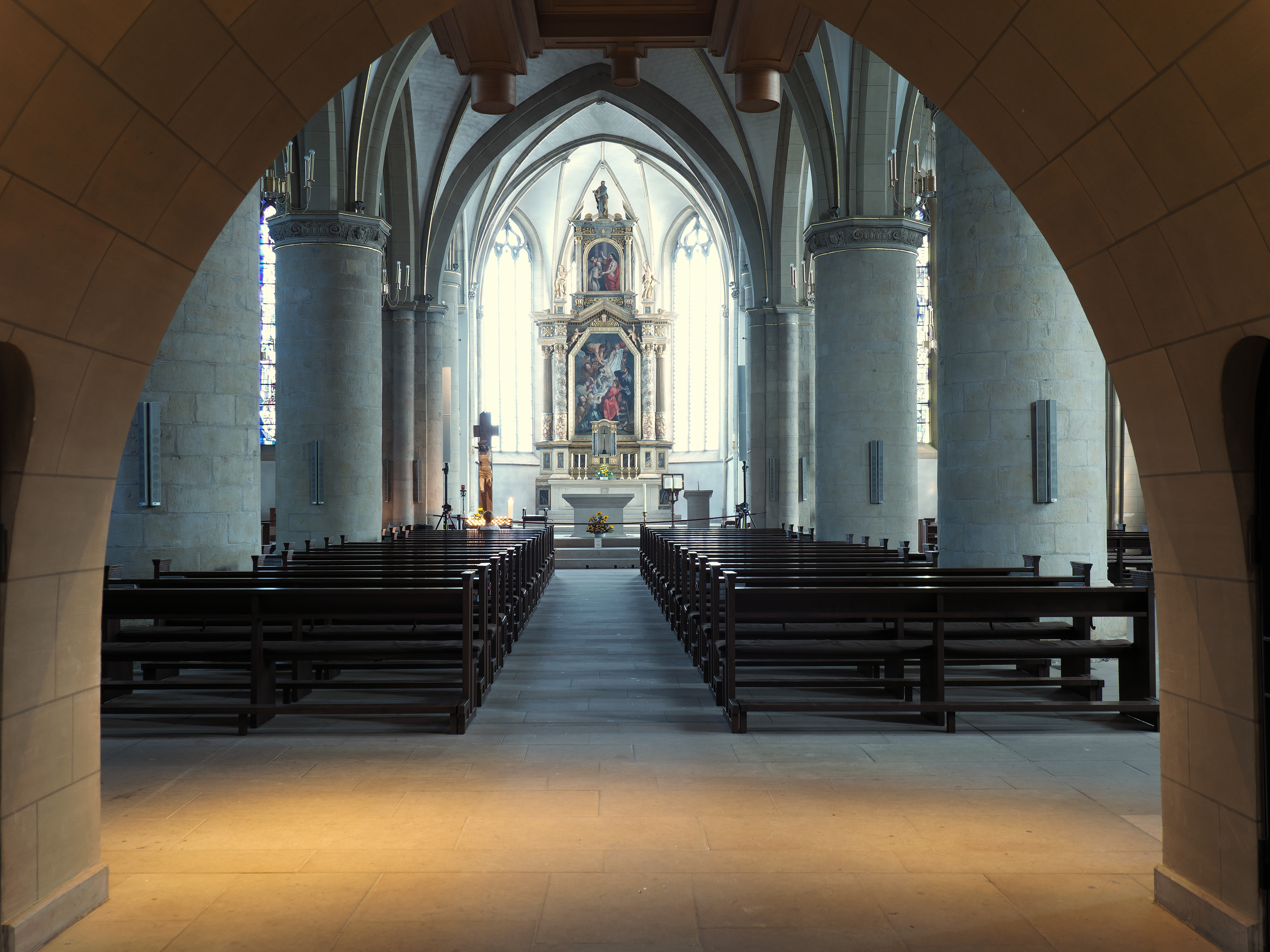
Mittleres Kirchenschiff mit Hochaltar
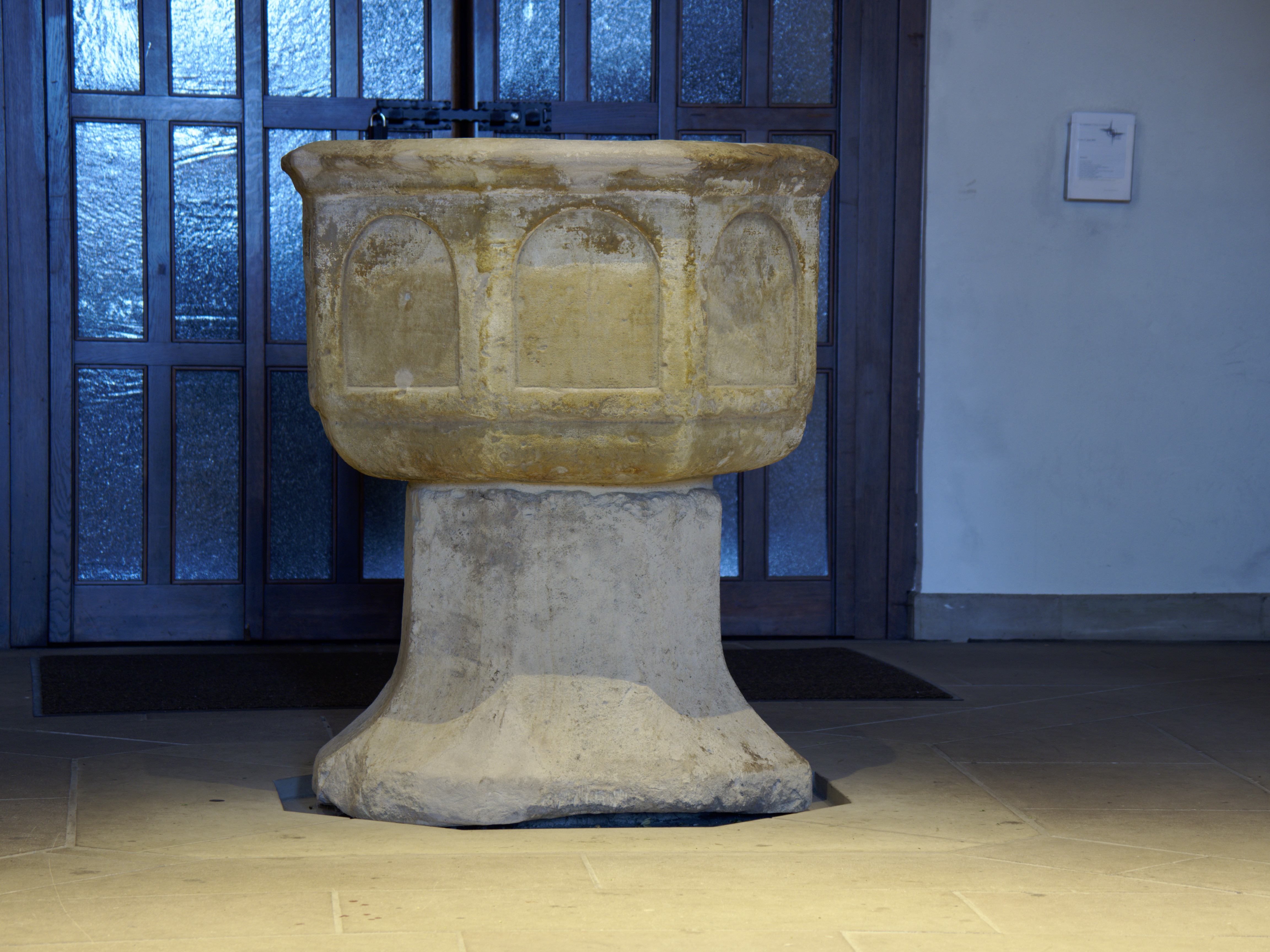
Der alte Taufstein im Raum unter dem Turm
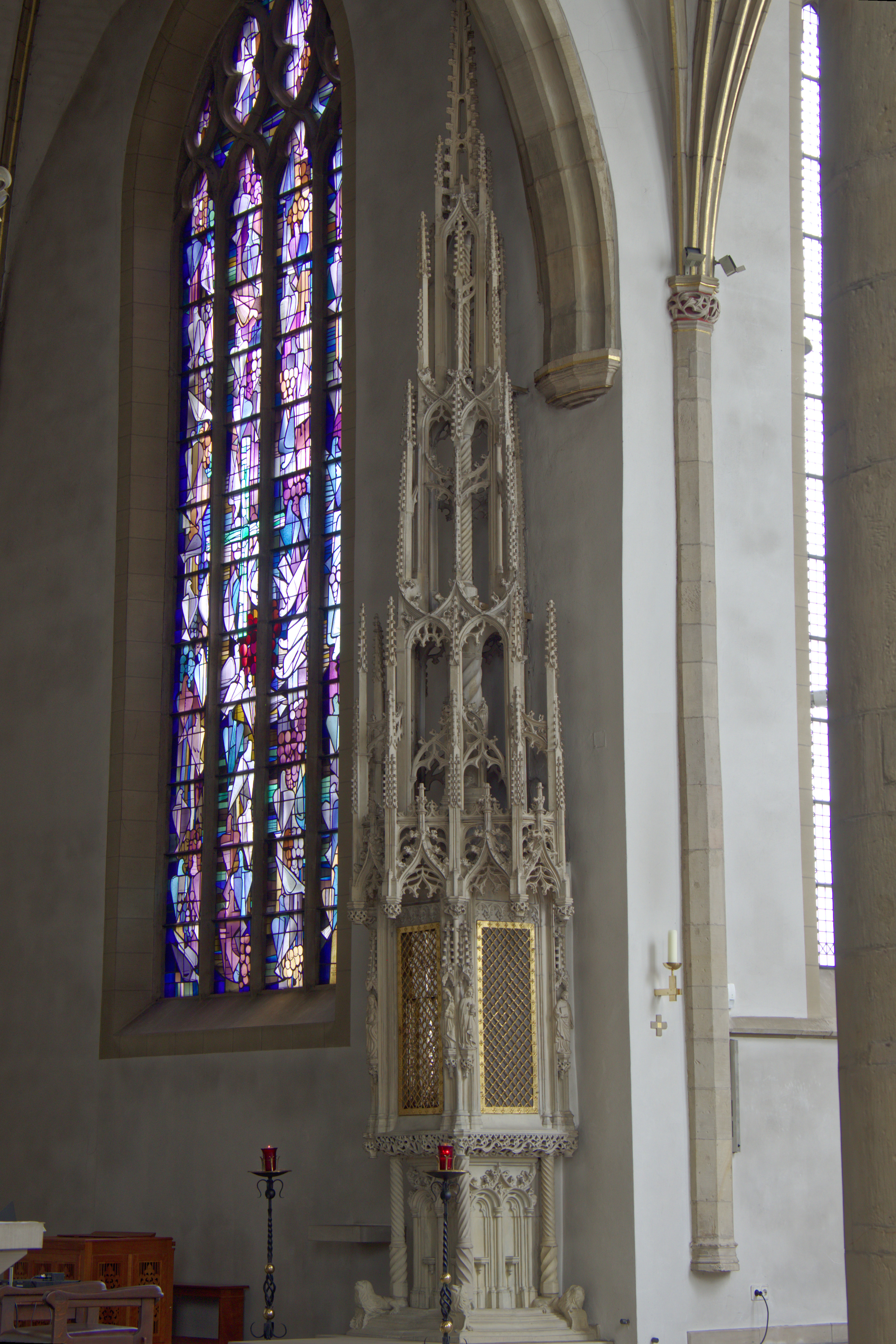
Sakramentshaus

### Orgel

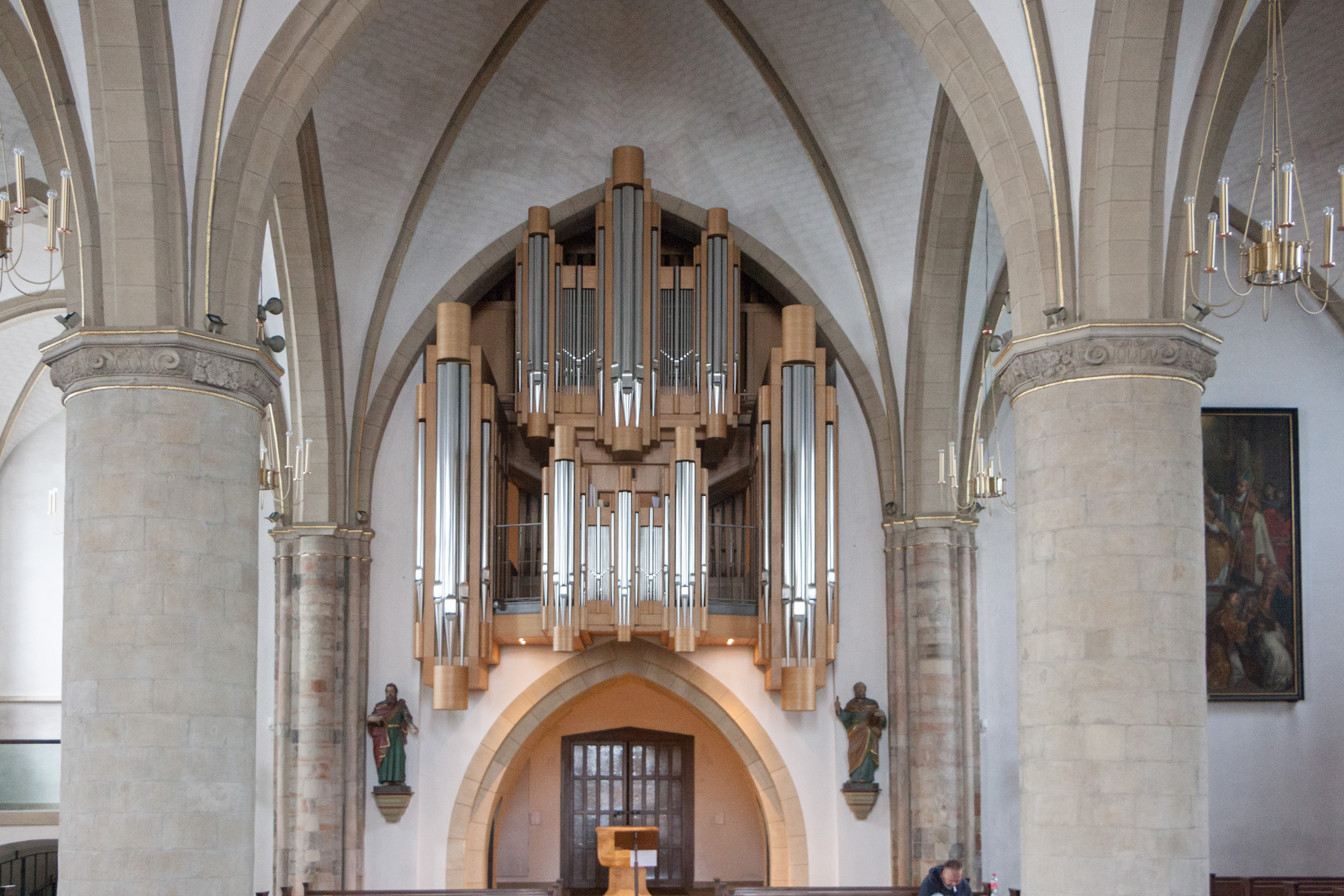
Klais-Orgel

Die Orgel wurde 2005 von der Orgelbaufirma Klais (Bonn) erbaut. Das Schleifladen-Instrument hat 44 Register auf drei Manualwerken und Pedal. Die Spieltrakturen sind mechanisch, die Registertrakturen sind elektrisch.
| I Rückpositiv C–a3 |                |        |
| 01.                | Bordun         | 8′     |
| 02.                | Traversflaut 0 | 8′     |
| 03.                | Principal      | 4′     |
| 04.                | Rohrflöte      | 4′     |
| 05.                | Nazard         | 2 ⁄3′  |
| 06.                | Waldflöte      | 2′     |
| 07.                | Terz           | 1 3⁄5′ |
| 08.                | Larigot        | 1 ⁄3′  |
| 09.                | Piccolo        | 1′     |
| 10.                | Cromorne       | 8′     |
|                    | Tremulant      |        |

| II Hauptwerk C–a3 |               |        |
| 11.               | Bordun        | 16′    |
| 12.               | Principal     | 08′    |
| 13.               | Gedackt       | 08′    |
| 14.               | Konzertflöte  | 08′    |
| 15.               | Octave        | 04′    |
| 16.               | Blockflöte    | 04′    |
| 17.               | Quinte        | 02 ⁄3′ |
| 18.               | Superoctave 0 | 02′    |
| 19.               | Cornet V      | 08′    |
| 20.               | Mixtur V      | 02′    |
| 21.               | Trompete      | 08′    |

| III Récit expressif C–a3 |                      |         |
| 22.                      | Bourdon              | 16′     |
| 23.                      | Flûte harmonique     | 08′     |
| 24.                      | Bourdon              | 08′     |
| 25.                      | Viole de Gambe       | 08′     |
| 26.                      | Voix céleste         | 08′     |
| 27.                      | Praestant            | 04′     |
| 28.                      | Flûte octaviante     | 04′     |
| 29.                      | Nazard               | 02 ⁄3′  |
| 30.                      | Octavin              | 02′     |
| 31.                      | Tierce               | 01 3⁄5′ |
| 32.                      | Plein Jeu IV         | 02 ⁄3′  |
| 33.                      | Basson               | 16′     |
| 34.                      | Trompette harmonique | 08′     |
| 35.                      | Hautbois             | 08′     |
| 36.                      | Clairon              | 04′     |

| Pedalwerk C–g1 |             |     |
| 37.            | Subbass     | 32′ |
| 38.            | Principal   | 16′ |
| 39.            | Subbass     | 16′ |
| 40.            | Octavbass 0 | 08′ |
| 41.            | Gedackt     | 08′ |
| 42.            | Octave      | 04′ |
| 43.            | Posaune     | 16′ |
| 44.            | Trompete    | 08′ |

- Koppeln: I/II, III/I, III/II, I/P, II/P, III/P; diverse Sub- und Superoktavkoppeln

### Glocken

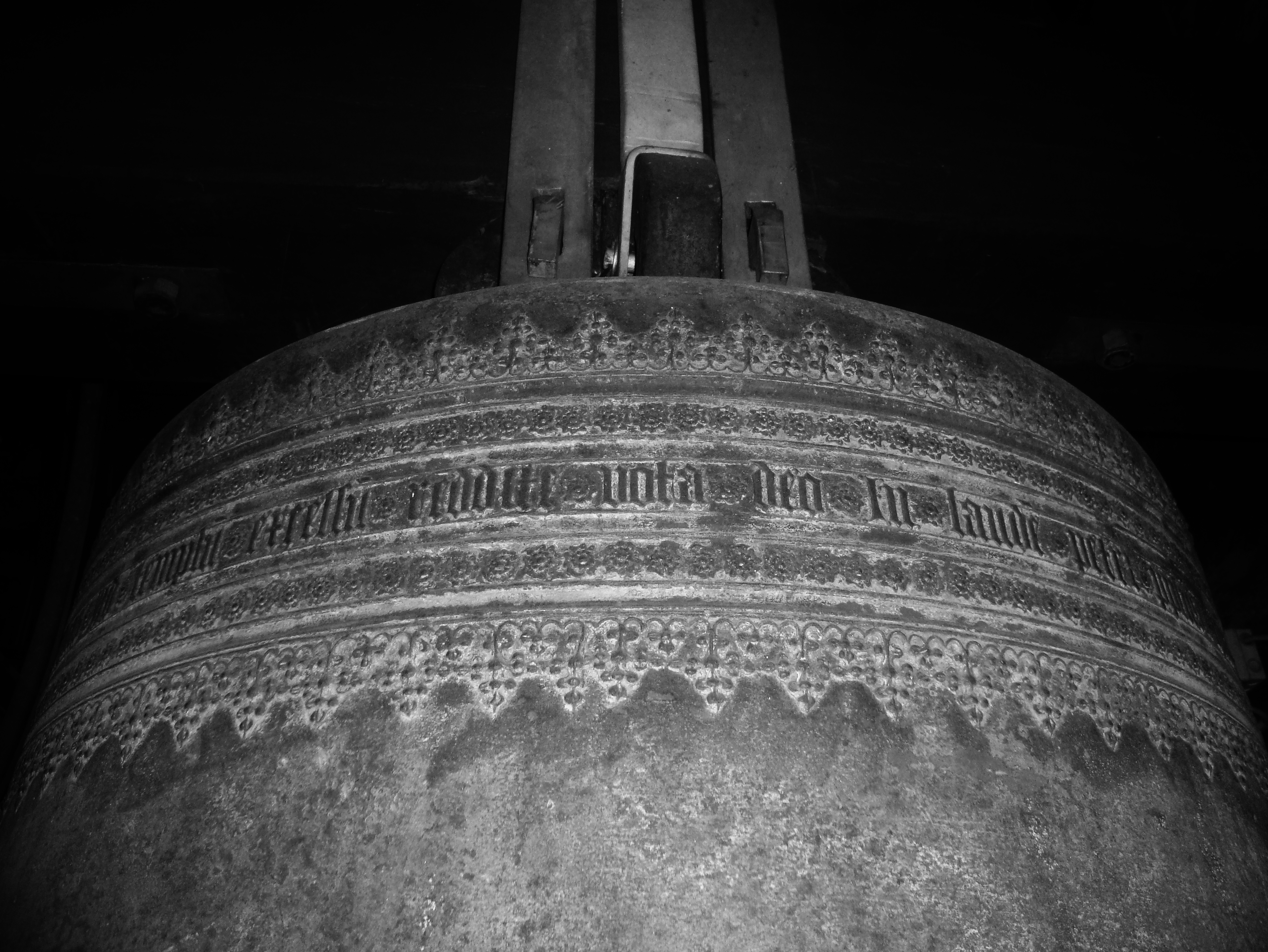
Die Petrusglocke des Gerhard van Wou von 1500

Die Propsteikirche trägt in ihrem Glockenturm insgesamt acht Bronzeglocken. Die Glocken II bis IV bilden eines von nur zwei komplett erhaltenen Dreiergeläuten des berühmten holländischen Glockengießers Geert van Wou aus Kampen.
Im Jahr 1948 lieferte die Glockengießerei Otto aus Bremen-Hemelingen für die Propsteikirche St. Peter in Recklinghausen drei neue Glocken, um das Geläute mit den drei Van-Wou-Glocken, die den Krieg unbeschadet überstanden hatten, zu ergänzen, die Glocken I, V und VI. Mit dem Guss war die Firma Otto aus Bremen-Hemelingen beauftragt worden, weil es hieß, dass sie schon mehrfach Geläute des Glockengießers Gerhard van Wou mit gutem Klangresultat vervollständigt habe, was so nicht festzustellen ist und wohl auf einem Missverständnis beruhte.
Die Glocken I und II hängen in der Turmlaterne und schlagen die Uhrzeit an.
| Nr. | Name/Patron          | Gussjahr | Gießer                             | Durchmesser (mm) | Gewicht (kg) | Schlagton (16tel) |
| --- | -------------------- | -------- | ---------------------------------- | ---------------- | ------------ | ----------------- |
| 1   | Clemens August       | 1948     | Gießerei Otto Bremen-Hemelingen    | 1910             | 4.500        | as0 +2            |
| 2   | St. Peter            | 1500     | Geert van Wou                      | 1720             | 3380         | b0 +7             |
| 3   | St. Johannes         | 1500     | Geert van Wou                      | 1530             | 2440         | c1 +11            |
| 4   | Maria                | 1500     | Geert van Wou                      | 1210             | 1050         | es1 +15           |
| 5   | Ludgerus             | 1948     | Gießerei Otto Bremen-Hemelingen    | 1064             | 780          | ges1 +3           |
| 6   | Michael              | 1948     | Gießerei Otto Bremen-Hemelingen    | 946              | 500          | as1 +3            |
| I   | Viertelstundenglocke | 1986     | Gießerei Petit & Edelbrock Gescher | 526              | 60           | g2                |
| II  | Stundenglocke        | 1986     | Gießerei Petit & Edelbrock Gescher | 450              | 90           | b2                |